# Vapenoffer
Vapenoffer, eller krigsbytesoffer, var under järnåldern i Nordeuropa en vanlig sed som innebar att man efter seger i strid offrade fiendens rustning och vapen i våtmarker. Termen krigsbytesoffer refererar bland annat till de romerska krönikorna som beskriver ett offerskick hos germanerna som bestod i att segraren offrade motståndarens vapen och utrustning till gudarna. Genom att våtmarkerna sedan har vuxit igen och bildat bland annat mossar har en hel del av dessa offrade vapen bevarats till eftervärlden. Till de mest kända krigsbytesoffren i Sydskandinavien och Nordtyskland hör fynden i Torsbjerg, Nydam, Vimose, Ejsböl och Illerup.
Ser man till Sverige så är Skedemosse på Öland den mest kända motsvarigheten till denna typ av lämningar. Det finns även andra spännande platser i Västsverige och Sydsverige, bland annat krigsbytesofferplatserna i Finnestorp mellan Vara och Falköping i Larvs socken och i Vännebo, mellan Göteborg och Borås.